# Седракян, Седрак Агасиевич
Седра́к Ага́сиевич Седракя́н (род. 10 мая 1950, дер. Беркарат Арагацотинского района) — психолог, доктор психологических наук, профессор.

## Биография
В 1967 году окончил среднюю школу им. М. Налбандяна в г. Алаверди, в 1974 — факультет философии, социологии и психологии Ереванского государственного университета.
В 1974—1975 годы заведовал научно-методическим и редакционно-издательским отделами Министерства культуры Армянской ССР, затем — отделом социологических исследований.
С 1976 года преподавал в Ереванском университете (ассистент, с 1979 — преподаватель, доцента, с 1995 — профессор); в 1983—1990 — также заместитель декана факультета философии, социологии и психологии. Одновременно окончил аспирантуру Ереванского университета по специальности «психология» (1979), институт психологии при Академии педагогических наук Армянской ССР (1981), курсы повышения квалификации семейной и групповой психологии (Калифорния, 1990), докторантуру Ереванского университета (2002).
С 1988—1993 годы руководил центром психологической помощи, организованном в Гюмри для пострадавших во время Спитакского землетрясения. В те же годы по его инициативе в Армению были приглашены более 60 психологов и психотерапевтов из США, Канады, Франции, России, Грузии, был координатором их работы в зоне бедствия.
С 1991 года — ректор и председатель учёного совета основанного им Университета практической психологии и социологии Урарту; с 1999 года руководит также общественной организацией «Ассоциация практических психологов Армении». В 1999—2002 годы в качестве психолога-психоаналитика участвовал в Организации Французских психологов, в центре детской ранней социализации «Зеленый дом».
Читал лекции для преподавателей и аспирантов в департаменте психологии и психоанализа в Калифорнийском университете (1990), для учителей — в Образовательном фонде Давидом-Мариамян (Калифорния, 2004—2005).
В 2000—2014 — главный редактор, член редакционной коллегии научного сборника «Психология и жизнь»; в 2010 — член редакционного совета сборника «Армянская психология». Заместитель председателя Совета ректоров ассоциации аккредитованных вузов Армении (с 2003); член коллегии Министерства образования и науки Армении (2014—2016).
В 1990—1995 годы был председателем комиссии по вопросам науки, образования и культуры, а также представителем Мясникенского районного совета г. Еревана.

## Научная деятельность
В 1987 году защитил кандидатскую, в 2014 — докторскую диссертацию. Доцент (1990), профессор (1995).
Был членом учёного совета филологического факультета (1980—1983), научным секретарём и членом учёного совета факультета философии, социологии и психологии (1983) Ереванского университета. Избран членом международного совета психологов (1990), французской ассоциации психологов (1996), ассоциации психологов Канады (1997), международной Академии психологических наук (2015).
Участвовал в работе 26-го (Канада, 1996), 27-го (Швеция, 2000), 28-го (Китай, 2004) и 29-го (Германия, 2008) международных конгрессов психологов; 4-го (1995) и 6-го (Греция, 1996) Европейских конгрессов психологов; 8-го конгресса Международной ассоциации семейной терапии (Афины, 1996). В 1999 году выступал с докладом на международном форуме, посвящённом французскому психоаналитику Ф. Дольто (Франция).
Подготовил ряд[сколько?] кандидатов наук.
Автор около 140 научных статей, тезисов докладов, методических пособий, монографий; редактор более 300 учебников, учебных пособий и монографий по психологии.

### Избранные труды
- Седракян С. А., Газаросян А., Акопян Н. Психологическая деятельность в учебных заведениях : метод. пособие. — Ереван, 2016.
- Седракян С. А., Едигарян В. Политическая психология. — Ереван, 2002.
- Седракян С. А., Едигарян В. Психология управления. — Ереван, 2002.
- Седракян С. А. Семейная психология. — Ереван, 2010.
- С. А. Седракян Социальная психология семьи. — M., 2011.
- Sedrakyan S. A. Family psychology, Methodological Analysis. — Las Vegas, 2014.

- Седракян С. А. Армянская советская психология: Развитие и актуальные проблемы исследования // Вопр. психологии. — 1990. — № 1.
- Седракян С. А. Виды и уровни внутрисемейных кризисов // Психология и жизнь. — Зангак-97, 2012. — № 3-4.
- Седракян С. А. Душа: Старые и новые подходы // Душа: психологический еженедельник. — Ереван, 1998.
- Седракян С. А. Зона ближайшего развития установок к рабочей профессии в трудовых династиях // Тез. докл. к 7-му съезду о-ва психологов СССР. — М., 1989.
- Седракян С. А. Из истории изучения психологических вопросов семьи // Актуальные проблемы истории психологии: Тексты докл. Всесоюз. конф. — Ереван, 1984. — Т. 2.
- Седракян С. А. Известный ученый психолог // Сборник ЕГУ, 1993.
- Седракян С. А. Известный психолог и армянин: Посв. 80-летию профессора А. М. Тутунджяна: Докл. на науч. конф. — Ереван, 1998.
- Седракян С. А. Классификация основных причин стресса: Индивидуальные и групповые антистрессовые действия // Психология и жизнь. — Зангак-97, 2007. — № 3.
- Седракян С. А. Об одном из подходов к изучению рабочей семьи как особого типа коллектива // Тез. науч. сообщений советских психологов к VI Всесоюз. съезду о-ва психологов СССР. — М., 1983.
- Седракян С. А. Ожидаемый характер и разновидности социальных отношений // Общество, семья, подросток, главные проблемы в Армении и в диаспоре: Междунар. конф. — Ереван, 2012.
- Седракян С. А. Основные задачи современных социально-семейных исследований // Психология и жизнь. — Зангак-97, 2008. — № 3-4.
- Седракян С. А. Предоставляем требования к психологическим тестам и детский вариант опросника Айзека // Психология и жизнь. — Зангак-97, 2000. — № 1.
- Седракян С. А. Принципы трансфера в ролевом облике семьи // Междунар. конф. — Ереван, 2013.
- Седракян С. А. Проблема мотивации профессий в династиях рабочих // Семья и личность: Тез. докл. Всесоюз. конф. — М., 1981.
- Седракян С. А. Психогении в отдаленном периоде после Спитакского землетрясения // Тез. докл. и сообщ. юбилейной науч. конф., посвященной 35-летию ЕрГИУВ-НИЗ МЗ РА. — Ереван, 1998.
- Седракян С. А. Психологические взгляды Гургена Эдиляна // Психология и жизнь. — Зангак-97, 2000. — № 2.
- Седракян С. А. Психологический анализ семейных условий профессиональной наследственности среди династии рабочих // Психологические формирования личности в условиях общественного воспитания: Тез. докл. Всесоюз. конф. — М., 1979.
- Седракян С. А. Рабочая семья как субъект преемственности профессиональных ценностей // Семья и личность: сб. ст. 1-й Всесоюз. школы-семинара. — М., 1984.
- Седракян С. А. Роль династии рабочих в формировании профессиональных интересов и потребностей // Психологические проблемы повышения качества учебно-воспитательной работы и эффективность профессиональной подготовки учащихся средних ПТУ. — Ереван, 1977.
- Седракян С. А. Роль и деятельность руководителя в сфере управления // Экономика. — 2007. — № 4.
- Седракян С. А. Роль семьи в формировании профессии среди рабочих династий // Семья и личность: Тез. докл. Всесоюз. конф. — М., 1981.
- Седракян С. А. Семейная сложность: Революционный пошаговый выход из нее. — Ереван, 1998.
- Седракян С. А. Семья как социальная группа и ее социально-психологическая структура // Семейная психология и семейная терапия. — М., 2011. — № 3.
- Седракян С. А. Слова, порождающие стресс, психотерапия от них // Душа: Психологический ежегодник. — Ереван, 1998.
- Седракян С. А. Создание семьи и межсемейные обустройства // V Междунар. науч. конф. ЕГУ. — 2015.
- Седракян С. А. Соотношение социального и психологического в процессе формирования рабочих семей династий // Закавказская конф. психологов, 9-я : Тез. — Баку, 1983.
- Седракян С. А. Соотношение социального и психологического в процессе формирования трудовых династий // Вестн. Ереванского ун-та. — 1990. — № 3. (арм.)
- Седракян С. А. Социальная психология семьи // Московский психолого-социальный институт. — М.; Воронеж, 2011.
- Седракян С. А. Социально-психологические механизмы преемственности профессий в трудовых династиях : Автореф. дис. … канд. психол. наук. — Тбилиси, 1988.
- Седракян С. А. Социально-ролевой подход в семейной психологии (Заметки) // Гос. пед. ун-т им. Х. Абовяна при м-ве науки и образования РА.
- Седракян С. А. Социальные и психологические взаимоотношения в процессе становления рабочих семей // Вестн. Ереванского ун-та. — 1989. — № 3.
- Седракян С. А., Авагян А. Р. Основные задачи психологической поддержки на последнем уровне душевного конфликта // Междунар. конф. — Ереван, 2013.
- Седракян С. А., Арутюнян Н. А. Причины и методы преодоления внутрисемейных конфликтов // Психология и жизнь. — Зангак-97, 2001. — № 3.
- Седракян С. А., Берберян А. С. Представление о семейных ценностях у современной молодежи России и Армении // Семья в контексте педагогических, психологических и социологических исследований: Конф. — Пенза; Ереван; Прага, 2010.
- Седракян С. А., Газаросян А. Имеющийся уровень и перспектива развития психологической поддержки в школах // Основные задачи школьной психологии: Науч. конф. — Ереван, 2014. — С. 19-24.
- Седракян С. А., Катунян А. Творческий путь А. М. Тутунджяна и его научный вклад в истории психологии // Психология и жизнь. — Зангак-97, 2000. — № 3.
- Седракян С. А., Киракосян А. Психологические последствия после землетрясения и особенности их проявления // Психология и жизнь. — Зангак-97, 2011. — № 3-4.
- Седракян С. А., Лименес Н. И., Радзиховский Л. А. Конференция по истории психологии // Вопр. психологии. — 1982. — № 4.
- Седракян С. А., Мнацаканян Н. Влияние родительского отношения на детей с определенными пороками в деле успешного прохождения процесса их образования // Основные задачи психологии и педагогики : сб. междунар. консорциума. — Ереван, 2014. — № 3. — С. 124—129.
- Седракян С. А., Мурадян А. Р. Ролевые стычки и ролевые лидерства во внутрисемейных взаимоотношениях // Психология и жизнь. — Зангак-97, 2011. — № 1-2.
- Седракян С. А., Петросян Р. Л. Роль семейной терапии в процессе преодоления страхов у школьников младшего возраста // Психология и жизнь. — Зангак-97, 2008. — № 3-4.
- Седракян С. А., Степанян А. А. Методический анализ семейных положений // Педагогика и психологические задачи: Межвуз. науч. сб. — 2013. — № 3.
- Седракян С. А., Тозалакян М. Непосредственное участие семьи в процессе лечение детей с навязчивыми расстройствами на основании клинических опытов // V Междунар. конф. ЕГУ. — Ереван 2015. — С. 270—272.
- Sedrakyan S. A. Children’s fears and their overcoming in the family // A World Between War and Peace: Towards Healthy People, Families and Societies. — Jerusalem, 1997. — P. 41.
- Sedrakyan S. A. Collective unconsciousness in politics // Abstracts of 29-th International Congress of Psychology. — Berlin, 2008.
- Sedrakyan S. A. Handicapped Children in Armenia // Book of Abstracts. Theme: New Trends and Developments in Psychology: Beginning the Next 50 Years of ISP. — 1994.
- Sedrakyan S. A. Individual and group stress reactions // Abstracts of 29-th International Congress of Psychology. — Berlin, 2008.
- Sedrakyan S. A. Influence of Socioeconomic Changes on InnerFamily Relations // 8th WORLD CONGRESS. International Family Therapy Association (IFTA). «Global dialogue DIVERSITY AND UNITY» «A process-oriented interdisciplinary-interprofessional». — Athens, 1996. — P. 149.
- Sedrakyan S. A. Manmade and natural disasters: A study of posttraumatic stress disorder // International Journal of Psychology. International Union of Psychological Science. Abstract of the XXVI InternationalCongress of Psychology. — Monreal, 1996. — P. 284.
- Sedrakyan S. A. Posttraumatic stress reactions after single and double trauma // Acta Psychiatry scand. — Munksgaard, 1994. — P. 1-8.
- Sedrakyan S. A. Posttraumatic stress reactions after the 1988 earthguake in Armenia // Abstract from ISTSS Annual Meeting. — Los Angeles, 1992.
- Sedrakyan S. A. Sociometry and Familial Status-Role Relations // Wisdom: Yerevan State Pedagogical University. — Yerevan, 2015. — P. 118—123.
- Sedrakyan S. A. The Influence of Economic Changes on the Family Psychological Atmosphere // Abstracts of the 27th International Congress of Psychology. — Stockholm, 2000.
- Sedrakyan S. A. The Social and Psychological Peculiarities in Armenian Family // European Congress of Psychology, July 2-7, 1995. — Athens.
- Sedrakyan S. A., Baghdasaryan H. V. Self-appraisal and family relations // The 13th European Congress of Psychology. — Stockholm, 2013.
- Sedrakyan S. A., Ghazaryan A. Psychological activities undertaken with Lawbreaking and Vagrant Juveniles : Abstract № 3063 // 105 Session-Psychology and LawICP Beijing Congress: Abstract. — Beijing, 2004.
- Sedrakyan S. A., Harutyunuan N. Principal Causes of Conflicts in the Armenian Families // A World Between War and Peace: Towards Healthy People, Families and Societies. — Jerusalem, 1997. — P. 113.
- Sedrakyan S. A., Hovhannisyan H. Family Structure Variations Under Extraordinary Conditions // Xth Word Family Therapy Congress. — Dusseldorf, 1998.
- Sedrakyan S. A., Mouradyan G. Moral-behavioral outburst during the natural disaster // International Journal of Psychology. International Union of Psychological Science. Abstract of the XXVI International Congress of Psychology. — Monreal, 1996. — P. 284.
- Sedrakyan S. A., Mouradyan H. On the Problem of Nonverbal Psychosomatic Manifestations // VI European Congress of Psychology. — Rome, 1999.
- Sedrakyan S. A., Smith S. Parent training for children with autism // Scientific journal of intra-university Consortium «Pedagogy and Psychology Issues». — Yerevan, 2015. — № 1.

## Награды
- памятная золотая медаль им. А. Бакунца (2005)
- памятная золотая медаль имени Ф. Нансена (2015) — по случаю 40-летия преподавательской деятельности.